# 瓦納查爾一世
瓦納查爾一世（法語：Warnier Ier），又稱瓦爾納卡一世（Warnachar Ier；？—600年），是墨洛溫王朝時期勃艮第王國的貴族與政治人物，曾任勃艮第宮相（約596年—600年在任），以其外交使命與家族血統爭議聞名。

## 生平
根據歷史學家克里斯蒂安·塞蒂帕尼研究，瓦納查爾一世可能是韋茲龍斯戰役（524年）中勃艮第貴族瓦尼耶的後裔，並與簽署《勃艮第法典》（Loi Gombette）的勃艮第貴族瓦納查爾（Garnier）有血緣聯繫。因瓦納查爾一世屬利普里安法蘭克人血統，瓦納查爾的繼承關係可能僅通過母系成立。
約570年，瓦納查爾被派往拜占庭帝國執行外交任務，具體內容未載於史冊。約596年，瓦納查爾被任命為勃艮第宮相，輔佐墨洛溫國王提烏德里克二世治理王國。據《弗萊德加編年史》記載，瓦納查爾死於提烏德里克二世在位第四年（即600年左右），死因未明。

## 家族爭議
家譜學家阿爾貝·布東-拉斯赫爾梅斯認為，瓦尼耶一世可能是後任勃艮第宮相瓦納查爾二世之父，但缺乏直接文獻佐證。其家族同時宣稱勃艮第與萊茵法蘭克雙重血統，反映墨洛溫時期貴族聯姻的複雜性。